# Ghol Hasan
Ghol Hasan – wieś w Iranie, w ostanie Azerbejdżan Zachodni, w szahrestanie Mijandoab. W 2006 roku liczyła 657 mieszkańców.